# Humphrey Prideaux
Humphrey Prideaux (Padstow, 3 maggio 1648 – Norwich, 1º novembre 1724) è stato un teologo ed ebraista britannico, autore del primo trattato di storia ebraica intertestamentale, ovvero del periodo tra l'Antico e il Nuovo Testamento.

## Biografia
Nato a Padstow in Cornovaglia nel 1648 e completati i primi studi a Liskeard e Bodmin, frequentò la Westminster School e quindi il Christ Church College a Oxford. Rimase a Oxford fino al 1686, conseguendo i più alti titoli di studio e lavorandovi anche dal 1679 come istruttore di ebraico e bibliotecario.
Nel 1686 si sposò e si trasferì a Norwich come canonico della Cattedrale e quindi dal 1702 come decano, partecipando attivamente alla vita religiosa e alle controversie teologiche del suo tempo.
Dal 1709 le sue energie furono limitate da gravi problemi di salute e si concentrò nuovamente negli studi.
Nel 1697 aveva pubblicato una Vita di Maometto, una delle prime ad apparire in Europa ma di carattere ancora teologico e apologetico. Tra il 1716 e il 1718 portò a termine quella che è considerata la sua opera più importante, The Old and New Testament Connected in the History of the Jews, and Neighbouring Nations. Prideaux creò la categoria di giudaismo intertestamentario a definire il periodo del Secondo Temple come il periodo di connessione tra l'Antico e il Nuovo Testamento. La sua opera ebbe grande successo e diffusione; tradotta in varie lingue, rimase l'opera dominante nel settore per oltre un secolo.
Prideaux morì a Norwich nel 1724.

## Opere
- The True Nature of Imposture in Life of Mahomet (titolo completo: The true nature of imposture fully displayed in the life of Mahomet with a discourse annexed for the vindicating of Christianity from this charge / offered to the consideration of the deists of the present age by Humphrey Prideaux.), Londra, 1697[1] (ristampato nel 1798 a Vermont)